# تشارلز فلاهرتي
تشارلز فلاهرتي هو سياسي أمريكي، ولد في 13 أكتوبر 1938 في بوسطن في الولايات المتحدة. نشط حزبياً في الحزب الديمقراطي. وقد انتخب عضو مجلس نواب ماساتشوستس ‏ عن دائرة Massachusetts House of Representatives' 27th Middlesex district ‏ (يناير 1979 – 1 أبريل 1996).